# 米利巴赫河 (特斯河支流)
47°31′12″N 8°37′57″E / 47.52004°N 8.63256°E
米利巴赫河是瑞士的河流，位於該國北部，流經蘇黎世州，屬於特斯河的右支流，河道全長7.5公里，流域面積10平方公里，發源自布呂滕，河口處在普豐根。